# Zori

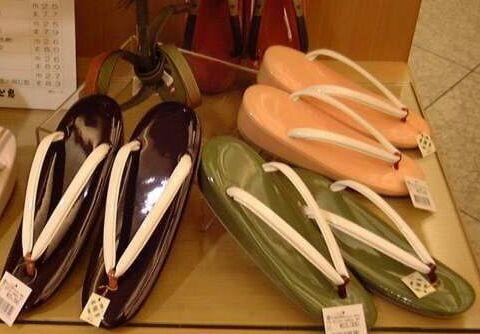
Zori's van moderne vrouwen

Zori (Japans: 草履, Zōri) zijn traditioneel Japanse slipper- of sandaalachtige schoenen, waarbij tabi als sokken gedragen worden. De zori waren vroeger van rietstro of glanzend hout. Tegenwoordig worden ze van kunststof gemaakt.